# Neoplusia
Neoplusia là một chi bướm đêm thuộc họ Noctuidae. Các loài thuộc chi đã được xếp vào chi Chrysodeixis.